# エンシェントの遺伝子
エンシェントの遺伝子（エンシェントのいでんし、Ancient Technology Activation Gene; ATA Gene）はSFテレビドラマシリーズ『スターゲイト SG-1』および『スターゲイト アトランティス』に登場する架空の遺伝子。エンシェントに発現するある特定の[遺伝子であり、一種の「遺伝子の鍵」として使用される。ゆえに、エンシェントのテクノロジーを操作できるのはエンシェントの遺伝子の保持者のみである(特に強力な装置の場合は)。

## 概略
この遺伝子を発見したベケット医師によると、エンシェントの遺伝子は常に活動していて体内の様々な細胞に一連のタンパク質と酵素を作らせている。それが、皮膚、神経システム、脳と相互に連絡をとり合うことによって、遺伝子保持者がエンシェントのテクノロジーを操作することが可能となるのである。エンシェントのテクノロジーには、遺伝子保持者が起動しさえすれば誰でも使えるようになるものと、保持者しか操作できないものが存在する。
ペガサス銀河において少なくとも一つの惑星にこの遺伝子の保持者が極わずか存在するが、地球出身の人間にも少数の保持者が存在する。しかし、遺伝子保持者であっても遺伝子を使うのに訓練が必要な者もいて、容易にかつ直感的に使える者は数少ない。そこでベケット医師は不活性化されたマウスのレトロウィルスベクターを用いた遺伝子治療により、エンシェントの遺伝子を人間へ導入する方法を開発した。それでも遺伝子治療を受けてエンシェントの遺伝子が導入される割合は48%にとどまっている。

## 地球出身のエンシェント遺伝子保持者

### 生まれつきの保持者
- ジャック・オニール少将
- ジョン・シェパード 中佐/少佐 シェパードはとても強い遺伝子を持っているようであり、エンシェントのテクノロジーをほぼ直感的に動かす。
- ベケット医師
- マーカム軍曹
- クサナギ博士 (言及はされるが描写無し)
- ジョー・スペンサー(民間人の床屋)

### 遺伝子治療成功者
- ロドニー・マッケイ博士 - 人類初の被験者
- エヴァレット大佐

### 生まれつきの保持者か遺伝子治療を受けた人
- ミラー中尉
- ローン少佐

### 遺伝子治療失敗者
- ラデク・ゼレンカ博士

### エイデン・フォード論争
エイデンフォード中尉はSeason1のホットゾーンにてエンシェントの遺伝子を持たざる人しか感染しないウイルスに感染している。つまりエンシェントの遺伝子はない。
しかしSeason1の迫り来る危機完結編では酵素中毒になった中尉はバトルジャンパーを一人でとばしている為エンシェントの遺伝子を持っていることになる。
遺伝子治療を受けたという事は全くふれられていない上に成功率は48%と低いため不思議が多い。
現実的に考えると脚本家らはこのような論争が起こっても中尉を逃がさせることを優先させたのだろう。